# Polyorycta roseifascia
Polyorycta roseifascia là một loài bướm đêm trong họ Noctuidae.